# نادي اليعاقبة
جمعية أصدقاء الدستور (بالفرنسية: Société des amis de la Constitution)، بعد عام 1792 أعيدت تسميته بجمعية اليعاقبة، أصدقاء الحرية والمساواة (بالفرنسية: Société des Jacobins, amis de la liberté et de l'égalité) ويعرف غالبا باسم نادي اليعاقبة (Club des Jacobins)، كان النادي السياسي الأكثر نفوذا خلال الثورة الفرنسية. وكانت نشأته على أيدي النواب المعادين للملكية، نما النادي إلى حركة جمهورية على الصعيد الوطني، تقدر عضويتها بحوالي نصف مليون أو أكثر. وشمل نادي اليعاقبة كلا من الفصائل البرلمانية البارزة في أوائل 1790s، حزبي الجبل والجيرونديون.
في عام 1792-1793، كان الجيرونديون الأكثر بروزا في قيادة فرنسا، خلال الفترة التي أعلنت فيها الحرب على النمسا وبروسيا، تم الإطاحة بالنظام الملكي وولدت الجمهورية.
في مايو 1793، نجح قادة حزب الجبل بقيادة ماكسيميليان دي روبسبير، في تهميش حزب الجيرونديين والسيطرة على الحكم حتى يوليو 1794. وقد اتسمت هذه الفترة من حكمهم بمستويات عالية من العنف السياسي، مما أدى ببعض المؤرخين -بعد يوليو 1794- بتسمية تلك الفترة من حكومة اليعقوبيين باسم «عهد الإرهاب».
في أكتوبر 1793، تم إعدام 21 عضوا بارزا من الجيرونديين. وقيل إن الحكومة التي تدار بواسطة حزب الجبل أعدمت 17,000 من المعارضين في جميع أنحاء البلاد، بحجة قمع الحرب في فونديه و«التمرد الاتحادي»، ومنع أي تمرد أخر.
في يوليو 1794، تم إخراج روبسبير وحلفاءه من السلطة، أعدم ماكسيميليان روبسبير و 21 أخرين. في نوفمبر 1794، تم إغلاق نادي اليعاقبة.

## التاريخ

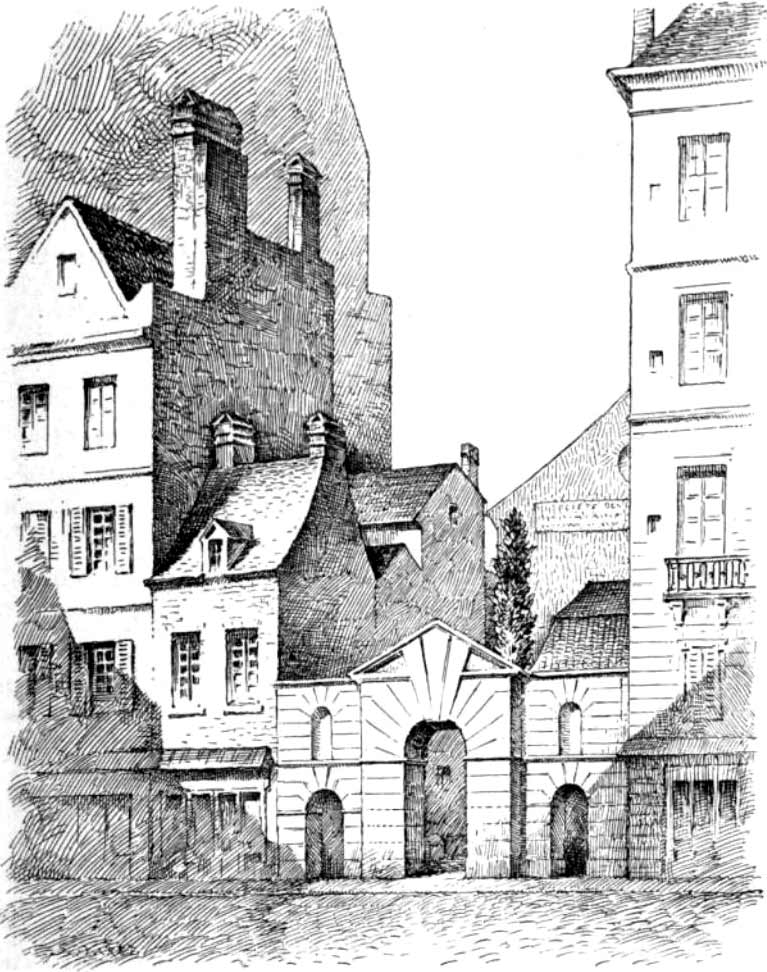
نادي اليعاقبة كان يوجد في شارع سان أونوريه، باريس.

### التأسيس
عندما اجتمعت الملكية العامة لعام 1789 في فرنسا في أيار -حزيران في قصر فرساي، كان النادي، الذي نشأ بدايةً باسم نادي بريتون، يتألف حصريا من مجموعة من ممثلي بريتون. وسرعان ما انضم إليهم نواب من مناطق أخرى في جميع أنحاء فرنسا. وكان من بين الأعضاء الأوائل الكونت دي ميرابو، والنائب الباريسي إيمانويال جوزيف سياس، والنائب عن دوفيني أنطوان بارناف، وجيروم بيتيون، والأب غريغوار، وشارل لاميث، وألكسندر لاميث، وروبيسبير، ودوق إيغيلون، ولا ريفيلير ليبو. في هذا الوقت، كانت الاجتماعات تجري في سرية، ولا تزال هناك آثار قليلة بشأن ما حدث أو حيث عقدت اجتماعاتهم.

### الانتقال إلى باريس
بعد المسيرة النسوية إلى قصر فرساي في أكتوبر 1789، كان النادي لا يزال يتألف تماما من النواب. اعتبارا من أكتوبر 1789، استأجرت الجماعة دير يعقوب في شارع سان أونوريه، المتاخم لمقر الجمعية. وكان هذا الدير هو سبب إطلاق اسم اليعاقبة عليهم كسخرية من قبل اعدائهم.
وقد أعيد تأسيس النادي في نوفمبر 1789، بعد خطاب من جمعية الثورة في لندن يهنئ فيه الفرنسيين على «انتزاع حريتهم» مما قاد نواب الجمعية الوطنية إلى تأسيس جمعية الثورة الخاصة بهم.

### النمو 1789-1791
في باريس، سرعان ما مدد النادي استقباله للأعضاء الآخرين إلى جانب النواب. وسمح لجميع المواطنين بالدخول، بل وتم الترحيب بالأجانب: فقد انضم الكاتب الإنكليزي أرثر يونغ إلى النادي في 18 كانون الثاني/يناير 1790. وسرعان ما أصبحت الاجتماعات التي عقدها النادي اليعقوبي مكانا لممارسة الراديكالية التي دفعت إلى المطالبة بالجمهورية، والتعليم الواسع النطاق، والاقتراع العام، والفصل بين الكنيسة والدولة، وغير ذلك من الإصلاحات.
وفي 8 شباط/فبراير 1790، شُكِلَت الجمعية رسميا على هذا الأساس باعتماد القواعد التي وضعها بارافي، والتي صدرت بتوقيع الرئيس دوك دي ايغينون. وحددت أهداف النادي على النحو التالي:
2.العمل على إرساء الدستور وتعزيزه (احترام السلطة وإعلان حقوق الإنسان والمواطن).
وفي الوقت نفسه، تم تسوية قواعد نظام الانتخابات، وحُدِدَ دستور النادي. وكان من المقرر ان يكون هناك رئيس، ينتخب كل شهر، وأربعة امناء، وأمين خزنة، ولجان منتخبة لاجراء انتخابات وتقديم عروض، ومراسلات، وأدارة النادي. وأي عضو يبين بالقول أو بالفعل ان مبادئه تتعارض مع الدستور وحقوق الإنسان سيطرد.
وبموجب المادة السابعة قرر النادي الاعتراف بالجمعيات المماثلة في أجزاء أخرى من فرنسا والحفاظ على مراسلات منتظمة معها. بحلول 10 أب/أغسطس 1790 كانت هناك بالفعل 152 من النوادي التابعة؛ وأدت محاولات الثورة المضادة إلى زيادة كبيرة في عددها في ربيع 1791، وبحلول نهاية العام كان لدى اليعقوبيين شبكة واسعة من الفروع في جميع انحاء فرنسا. في الذروة كان هناك ما لا يقل عن 7000 فرع في جميع أنحاء فرنسا، مع عضوية تقدر بنحو نصف مليون أو أكثر.
في وقت مبكر من عام 1791، الجمعيات مثل نادي اليعاقبة، ونادي جمعية أصدقاء حقوق الإنسان والمواطنة (des Cordeliers) وغيرهم من الجمعيات كانت تسيطر بنحو متزايد على الحياة السياسية الفرنسية. وكان الرجال أعضاء في اثنين أو أكثر من هذه النوادي. إما النساء فلم يقبلن كعضوات في نادي اليعاقبة (ولا في معظم النوادي الأخرى)، ولكن سمح لهن بمتابعة المناقشات من الشرفات. ادعي اليعقوبيين انهم يتحدثون بالنيابة عن الشعب ولكنهم هم أنفسهم لم يكونوا من «الشعب»: فقد رأى المعاصرون اليعقوبيين كنادٍ للبرجوازية.
دعم نادي اليعاقبة الملكية حتى قيام الجمهورية (20 سبتمبر 1792). ولم يؤيدوا التماس 17 تموز/يوليه 1791 لخلع الملك، ولكن بدلا من ذلك نشروا التماسهم الخاص الذي يدعو إلى استبدال الملك لويس السادس عشر.

### روبسبير وأتباعه ضد الجيرونديين
في وقت متاخر من عام 1791، أعلن مجموعة من اليعقوبيين في الجمعية التشريعية الحرب مع بروسيا والنمسا. وكان من أبرز الشخصيات بينهم بريسوت، وأعضاء آخرون هم بيير فيرغنيغو، وفوتشيت، ماكسيمين ايسارد، وجان ماري رولاند.
روبسبير ناشد بقوة ضد الحرب مع النمسا وبروسيا، وبازدراء، خاطب روبسبير أولئك الذين كانوا من المروجين للحرب اليعقوبية بأنهم «الفصيل الذي ينتمون إلى الجيروند»، وبالفعل كان البعض منهم -وليس جميعهم- جزء من الجيروند. وفي نيسان/أبريل 1792 قررت الجمعية أخيرا إعلان الحرب، وتبعها الجيرونديون، ولكن مكان روبسبيير بين اليعقوبيين أصبح أكثر بروزا.
منذ ذلك الحين، بدات عملية الاستقطاب خلال أعضاء نادي اليعاقبة، بين مجموعة حول روبسبير—بعد أيلول/سبتمبر 1792 دُعيت 'Montagnards' أو 'Montagne'، وتعني'الجبل'-وبين الجيرنديون. ولم يكن لهذه الجماعات أي مركز رسمي أو عضوية رسمية. ولم تكن جماعة الجبل حتى متجانسة للغاية في ارائها السياسية، ما كان يوحدهم هو نفورهم من جماعة الجيروند.
وكان المجلس التشريعي الذي يحكم فرنسا، خلال المدة من تشرين الأول/أكتوبر 1791 حتى أيلول/سبتمبر 1792، يهيمن عليه رجال مثل بريسوت وايسنارد ورولند: وهم من الجيرونديون. ولكن بعد حزيران/يونيو 1792، أصبح هؤلاء اقل واقل في النادي اليعقوبي، حيث روبسبير، الخصم الشرس، الذي نمت هيمنته أكثر وأكثر.